# Château de Tracy
Pour le château de Tracy-sur-Mer, voir Château de la Noë.
Le château de Tracy est un édifice situé à Tracy-sur-Loire, en France.

## Localisation
Le château se trouve à l'est de la commune de Tracy-sur-Loire, au niveau d'une retenue d'eau. Il est situé sur la rive droite de la Loire. Le GR3 passe à proximité, dans le département de la Nièvre, en région Bourgogne-Franche-Comté.

## Description
Le château de Tracy est inscrit partiellement à l'inventaire supplémentaire des monuments historiques par arrêté du 28 août 1967 (pavillon d'entrée et donjon) puis le 11 avril 2007 pour la totalité des structures porteuses, façades et toitures.
Durant le XV siècle, l'aile  nord-est est profondément modifiée, ce qui la rend plus pratique et confortable.
Au début du XVI siècle, la façade ouest autour du pont-levis reçoit un aménagement Renaissance. L'aile Nord-Est reçoit un escalier de type Renaissance, rampe sur rampe.
Il semble que le château ait partiellement brûlé sans doute à la fin des guerres de religion. Durant le XVII siècle la charpente des toitures a été intégralement refaite, ce qui a fait disparaître les chemins de ronde, l'un vers l'extérieur, l'autre qui surveillait la cour. Et les façades ont été reprises pour moderniser l'aspect du château. Le pavillon nord a alors été réaménagé. Ces travaux se sont poursuivis au XVIII.
Au XIX siècle, d'importants travaux ont eu lieu :: réfection intégrale des intérieurs dans la seconde moitié au siècle, modification de ses étages supérieurs, démolition de deux murs qui fermaient la cour  modification complète du jardin en vue d'un parc à l'anglaise.
Premier quart du XX : construction de la galerie sur cour avec sa tourelle.
Il est inscrit partiellement au titre des monuments historiques par arrêtés du 28 août 1967 (pavillon d'entrée et donjon) et le 11 avril 2007 (structures, façades, toitures).

## Historique

### Origines
- L'évolution du château

Le château et tout le fief attenant sont devenus la propriété de la famille Stutt lors du mariage de François II Stutt le 18 octobre 1586 Françoise de Bar qui lui apporte Tracy en dot.
- Les Stutt

Les Stutt sont venus d' Ecosse à la suite de John Buchan, avec qui ils ont débarqué en 1419 à La Rochelle pour combattre les anglais aux côtés du futur Charles VII. qui leur donnera le fief d'Assay en 1445. Ils sont venus comme archers, une arme d'élite à l'époque, puis ont fait partie de la garde rapprochée de Charles VII et de Louis XI, la garde écossaise. À partir du XVe siècle, on les trouve officiers  dans l'armée ou occupant des fonctions à la fois militaires et civiles comme François Stutt gouverneur de Cosne sur Loire au XVIe siècle.[réf. nécessaire]
- Le vignoble

Un parchemin, datant de 1396, atteste que la vigne est déjà cultivée sur les terres du château.
- Personnages

À la fin du XVIIIe siècle, 'Antoine Destutt de Tracy? officier et philosophe, hérite de Tracy
L'écrivain Georges Simenon y a écrit ses premiers romans.

### Liste des propriétaires

#### Famille de Stutt de Tracy
- François II de Stutt (1560 - ?), seigneur de Tracy, marié en premières noces à Françoise de Bar (1545 - 1593), dame de Tracy. Il obtient la terre de Tracy par son mariage.
- François III de Stutt de Tracy (? - 1668), seigneur de Tracy, fils du précédent.
- François IV de Stutt de Tracy (? -1710), comte de Tracy, fils du précédent.
- Antoine de Stutt de Tracy (1694 - 1776), comte de Tracy, fils du précédent.
- Antoine Destutt de Tracy (1754 - 1836), marquis de Tracy, petit-fils du précédent.
- Victor Destutt de Tracy (1781 - 1864), marquis de Tracy, fils du précédent.
- Marie-Élisabeth Destutt de Tracy (1817 - 1907), baronne de Magnoncourt, fille du précédent, mariée en premières noces à Flavien Henrion Staal de Magnoncourt (1800 - 1875), baron de Magnoncourt. Il obtient le château de Tracy par son mariage[5].

#### Famille Henrion Staal de Magnoncourt
- Jacques Henrion Staal de Magnoncourt de Tracy (1838 - 1921), marquis de Tracy, fils des précédents.
- Raymond Henrion Staal de Magnoncourt de Tracy (1878 - 1947), marquis de Tracy, fils du précédent.
- Jacqueline Henrion Staal de Magnoncourt de Tracy (1926 - 2006), comtesse d'Assay, fille du précédent, mariée à Alain d'Estutt d'Assay (1911 - 1987), comte d'Assay. Il obtient le château de Tracy par son mariage.

#### Famille d'Estutt d'Assay
- Henry d'Estutt d'Assay (1954 -), comte d'Assay, fils des précédents. Il est l'actuel propriétaire du château[5].

## Valorisation du patrimoine

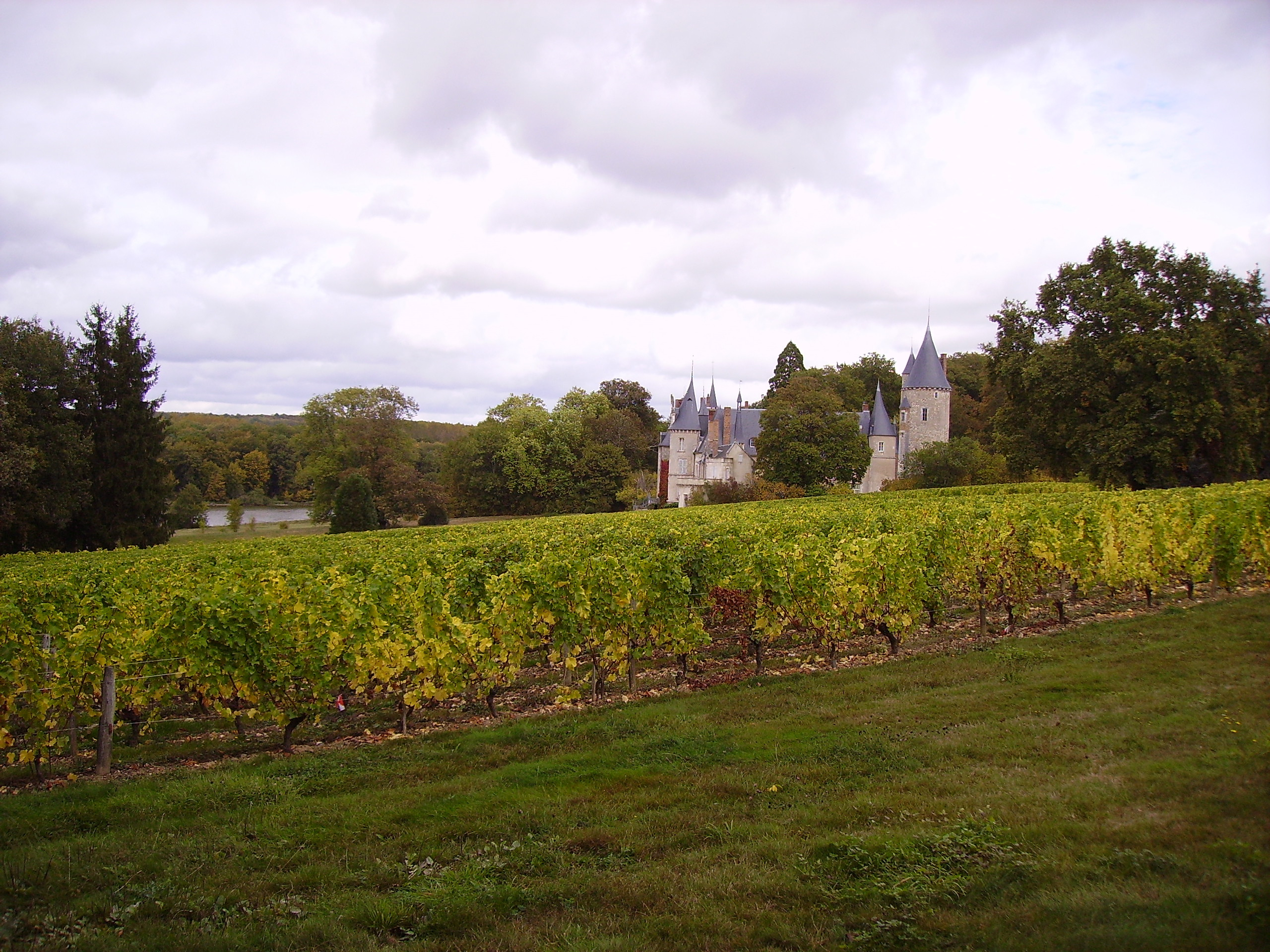
Vignoble en octobre au château.

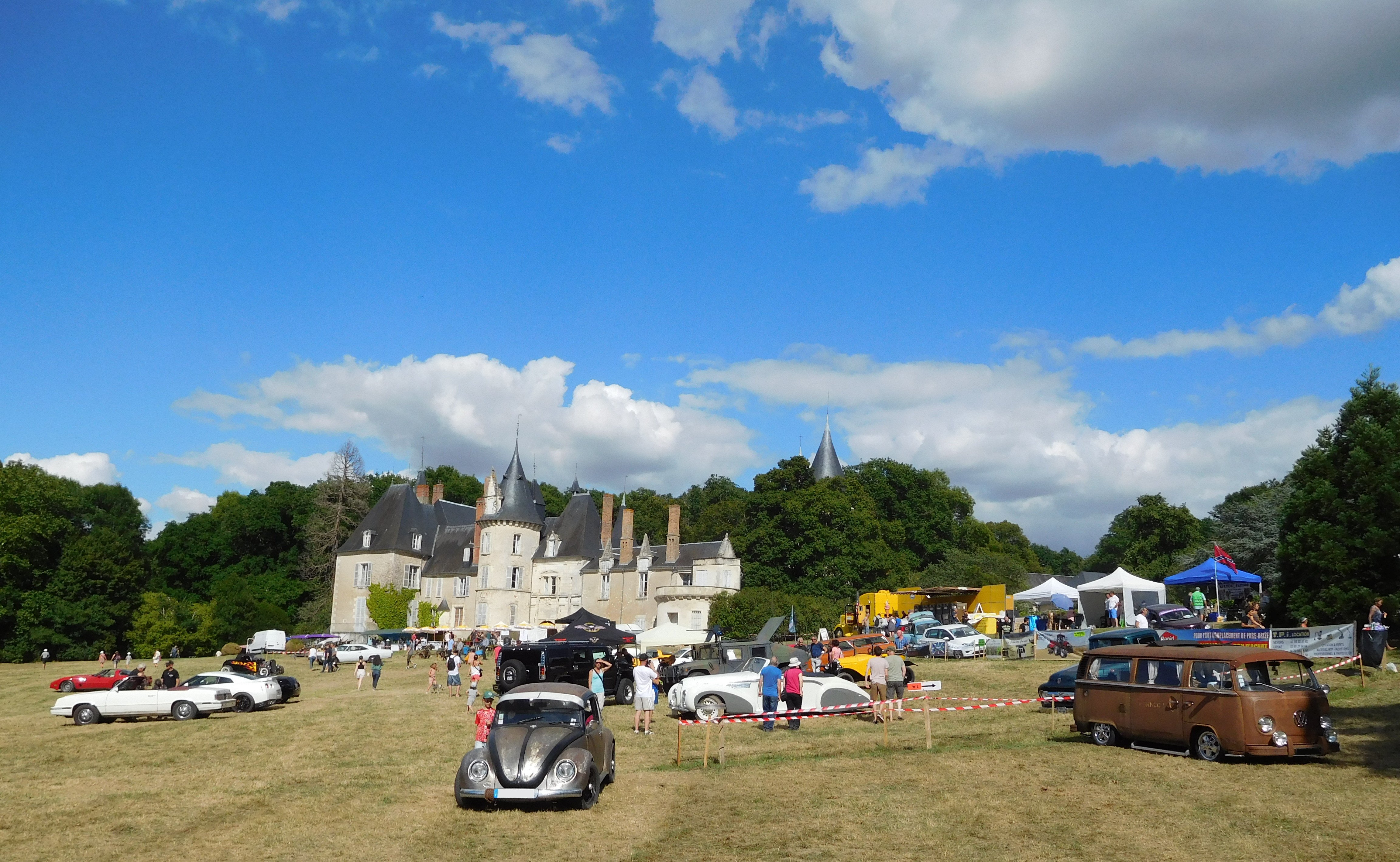
Exposition automobile en 2017.

Plusieurs scènes de La Femme fidèle sont tournées en 1976 au château par Roger Vadim avec notamment Nathalie Delon et Sylvia Kristel.
Le domaine viticole accueille régulièrement des événements.Il est ouvert au public. Pour plus  d'information, contactez le vignoble du Château de Tracy
Le château ne se visite pas. Des visites extérieures guidées sont organisées 40 jours par an en été  ainsi que lors des journées Européennes du Patrimoine. Pour plus de renseignement, contacter Henri d'Estutt d'Assay